# Inga bella
Inga bella é uma espécie vegetal da família Fabaceae.
Pequena árvore encontrada em mata ciliar e vegetação secundária na península de Osa na Costa Rica.